# Bloedheet (album)
Bloedheet is een album van Gerard Joling. Het is de opvolger van het album Maak Me Gek, wat op nummer 1 van de albumlijst kwam. De singles Maak Me Gek en Blijf Bij Mij deden hetzelfde in de Single Top 100.
De eerste single heet 24 Uur Verliefd, een uptempo nummer met een sample van het nummer Mesmerized van Faith Evans (2005). De tweede single werd Het Is Nog Niet Voorbij. Dit is een uptempo versie van het gelijknamige nummer van Willeke Alberti (1982). Als derde single werd gekozen voor Ik Hou d'r Zo Van.
Op het album staan twee duetten: het titelnummer Bloedheet (Joling met Patricia Paay) en Laat Me Alleen, oorspronkelijk van de inmiddels overleden Rita Hovink. Bij dit nummer is dezelfde methode toegepast als bij Blijf Bij Mij met André Hazes.
Er staan ook dance-nummers op het album en een Nederlandse bewerking van het nummer Go Like Elijah van Chi Coltrane (1973). Dit nummer heet Vrij De Hele Nacht Met Mij.
Het album kwam op 5 juli 2008 binnen op de vijfde plaats van de Album Top 100. Dit is (tot op heden) ook de hoogste positie die het album behaalde.

## Tracklist
1. Vanavond Gaat Het Gebeuren
2. 24 Uur Verliefd
3. Ware Liefde
4. Bloedheet (Duet Met Patricia Paay)
5. Het Is Nog Niet Voorbij
6. Laat Me Alleen (Duet Met Rita Hovink)
7. Mijn Nummer Een
8. Ik Doe Geen Oog Meer Dicht Vannacht
9. Vrij De Hele Nacht Met Mij
10. Ik Hou d'r Zo Van
11. Het Is Altijd Feest
12. Afscheid Nemen Doet Zo'n Pijn
13. Volledig Uit M'n Dak

## Uitgebrachte singles
| Single met eventuele hitnotering(en) in de Nederlandse Top 40 | Datum van verschijnen | Datum van binnenkomst | Hoogste positie | Aantal weken | Opmerkingen     |
| ------------------------------------------------------------- | --------------------- | --------------------- | --------------- | ------------ | --------------- |
| 24 Uur verliefd                                               | 2008                  | 03-05-2008            | 12              | 8            |                 |
| Het is nog niet voorbij                                       | 2008                  | 19-07-2008            | 10              | 7            |                 |
| Ik hou d'r zo van                                             | 2008                  | 27-09-2008            | 7               | 8            |                 |
| Laat me alleen                                                | 2008                  | 03-05-2008            | 19              | 4*           | met Rita Hovink |